# Kjell Ritzing
Kjell Ritzing, född 19 januari 1913 i Limhamns församling, Malmöhus län, död 2 oktober 1973 i Vingåker, Södermanlands län, var en svensk målare.
Han var son till kamreren Alfred Ritzing och Inez Cecilia Larsson och från 1943 gift med Margit Viktoria Lindgren. Ritzing studerade vid Skånska målarskolan i Malmö 1945–1946. Tillsammans med Bertil Berntsson ställde han ut på Rålambshof i Stockholm 1949 och tillsammans med Wämund Larsson ställde han ut i Eskilstuna 1950. Separat ställde han ut i bland annat i Ängelholm och Stockholm. Hans konst består av stilleben, figursaker, porträtt och landskap i olja, akvarell eller pastell.